# Aserbaidschanischer Film
Die Aserbaidschanische Filmgeschichte ist Teil der internationalen Filmkultur und Kinematographie des Aserbaidschans.

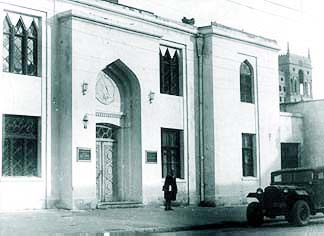
Das erste Filmstudio in Baku wurde in den 1920er Jahren gegründet. Der Standort des Studios war hinter dem Regierungsgebäude. Das Gebäude existiert nicht mehr.

## 1898–1919: Pionierzeit
Anstatt ein Nachzügler zur faszinierenden Welt der Kinematographie zu sein, war Aserbaidschan tatsächlich unter den ersten beteiligten Ländern. Am Ende des 19. Jahrhunderts erzeugte Baku auf dem Kaspischen Meer mehr als 50 Prozent der Weltproduktion von Erdöl. Die Erdölindustrie zog Ausländer an, die investieren und arbeiten wollten. Die Dienstleistungsindustrie machte in den Fußstapfen der Erdölindustrie gleich weiter.

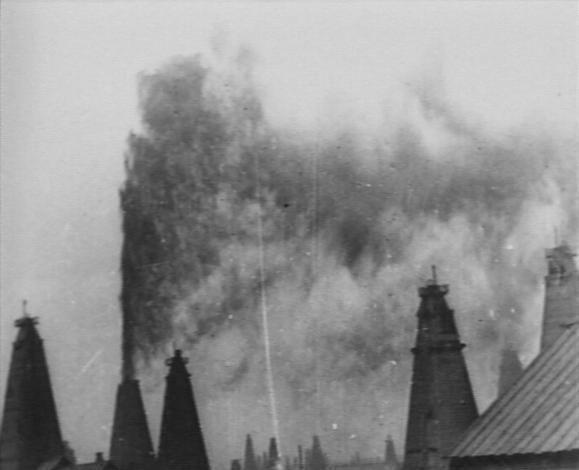
Film «Ölschwall in Balakhany» von Mischon, 1898

Der Franzose Alexander Mischon war einer der Unternehmer, die kamen und sich in Baku niederließen. Er war Fotograf und Kameramann und lebte mehr als .... Jahre in Baku, wo er ein Foto-Studio auf der Mikhailovski-Straße, jetzt die Aziz Aliyev-Straße, betrieb.
Mischon wurde in einem wissenschaftlichen Foto-Kreis in Baku aktiv und wurde sein Sekretär. Von 1879 bis 1905 dokumentierte er Landschaften, Episoden von der Ölförderung und dem sich verfeinernden Prozess, sowie Öl-Ausbrüche und furchterregende Feuer, die in den Ölfeldern ausbrachen. Kopien seiner Fotos bestehen noch heute.

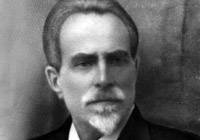
Alexander Mischon, der erste Filmmacher in Aserbaidschan

1898 begann Mischon, Filme zu drehen, die das tägliche Leben in Baku zeigten. Es war seine Absicht, sie in Paris vorzuführen. Die «Kaspi»-Zeitung kündigte seinen Film am 1. August 1898 an. Darin stand:
«Am Sonntag, dem 2. August 1898 wird A. Mishon einige Filme zeigen, die er mit einer Lumière-Filmkamera aufgenommen hat, und die vom Ingenieur Jules Carpentier verbessert worden ist. Diese Filme des Kaukasus und Zentralasiens sind für die bevorstehende Internationale Pariser Ausstellung vorgesehen und werden nur einmal in Baku im Vasilyev-Vyatski Zirkus-Theater präsentiert.»
Die folgenden Filme werden gezeigt: Feuer, das sich aus einem Öl gusher am Bibi-Heybat Ölfeld, der Abfahrtszeremonie Seiner Exzellenz Amir von Bukhara im Großartigen Dampfer von Duke Alexei, einem Volkstanz des Kaukasus, und den Szenen von der Komödie, Ergibt, also, Sie Wurden Gefangen, der kürzlich in einem von Bakus Parks durchgeführt wurde. Für die ausführlichere Information, sieh die Poster. Das Ereignis fängt um 21:00 (9 nachmittags) an.
Selbstverständlich war das Ereignis ein enormer Erfolg, und Mischon wiederholte es am 5. August, die zwei Endarbeiten durch diejenigen ersetzend, die Leben in Balakhani außerhalb Bakus zeigen.

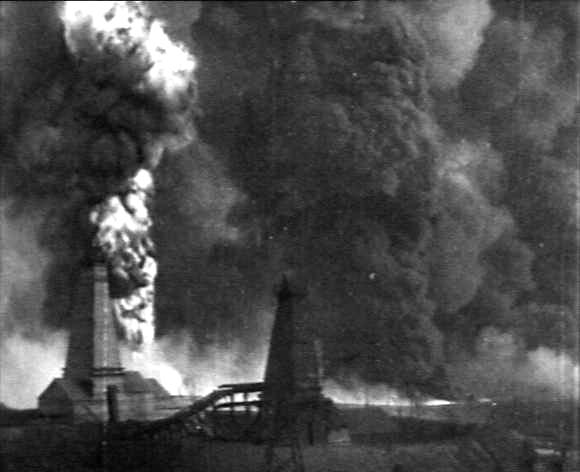
Film «Ölschwall-Feuer in Bibi-Heybat» von Mischon, 1898

Die Filme von Miscchon machten offensichtlich einen Einfluss an der Pariser Ausstellung. Sie müssen mehr Ausländer nach der Öl-blühenden Stadt angezogen haben.
Die Filme von Mishon existieren noch. «Der Volkstanz des Kaukasus» wurde später in einem Dokumentarfilm verwendet, und Szenen vom «Ölschwall-Feuer in Bibi-Heybat» wurden in Frankreich 1995 in einem Film gezeigt, der des 100. Jahrestages des Weltkinos gedenkt. Am 27. November 1899 berechtigte ein Artikel: «Die Durchführung von Neuen Erfindungen» wurde in der «Kaspi»-Zeitung veröffentlicht, die durch Hasan Zardabi, Schriftsteller, Wissenschaftler und sozialen Aktivisten geschrieben ist. Er machte Beobachtungen, Jetzt haben wir in unseren Händen ein Spielzeug Maschine - genannt «Kinemato-graphe». Diese wunderbare Maschine wurde vor kurzem erfunden und macht den Eindruck, gerade ein Spielzeug zu sein. Sie können diese Maschine finden, die «Stroboskop» in vielen Optiker-Geschäften genannt wird.
1915 stellen die Pirone-Brüder in Belgien ein Filmproduktionslaboratorium in Baku auf. Sie luden Filmregisseur Svetlov von St. Petersburg ein, für sie zu arbeiten und Die Frau, Eine Stunde vor Seinem Tod und Einer Alten Geschichte auf eine Neue Weise zu erzeugen. Es war Svetlov, der auch den Film betitelt Im Bereich von Öl und Millionen leitete, die später so weithin bekannt wurden. Der berühmte aserbaidschanische Schauspieler Husein Arablinski spielte Lutfali, die Hauptrolle in diesem Film.
1917 wurde ein Dokumentarfilm betitelt «Nationaler Freiheitsurlaub in Baku» gemacht. Der Film schließt Gesamtlänge ein, die des Hauptquadrats Bakus, seiner Straßen, der Alleen, der Parks und der Seeküste genommen ist.
1919 während der kurzlebigen Unabhängigkeit des ersten Demokratischen Republik Aserbaidschan wurde ein Dokumentarfilm genannt Der Erste Jahrestag der Musavat Macht in Aserbaidschan gemacht. Gefilmt an Aserbaidschans Unabhängigkeitstag, am 28. Mai, diese Chronik premiered im Juni in mehreren Kino-Häusern wie «Schnellzug», «Aufzeichnung», und «Forum».

## 1920–1930: Lautlose Zeit

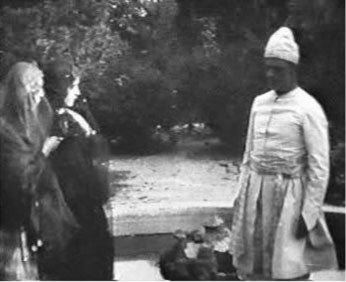
Der erste sowjetaserbaidschanische Spielfilm «Die Legende vom Jungfrauenturm», 1924

Zum ersten Mal in Aserbaidschan wurde AFKI (Aserbaidschan Photo und Cinema Office) 1923 gegründet. Als AFKI gegründet wurde, haben Filmtheater “Flugzeug” “Milyon” “Madanchi” “Ladya” gehandelt.
Als Erfolg der Tätigkeit der AFKI wurde 1924 der Film "Die Legende vom Turm der Jungfrau" veröffentlicht.
Seit 1925 haben der AFKI neuen nationalen Schauspieler und Regisseur vorbereitet. Die erste Person, die diesen Schritt machte, war S. Makhmudbeyov.
Berühmte Filmregisseure wie V. Pudovkin, I.A Savchenko, N.M Shankelaya, M. E. Chiaureli sowie Q.M Lemdek, V.R. Lemke, A.V.Galperin, İ.F.Frolov, A.M.Feldman, L.K. Kosmatov, und andere Kameras nach AFKI wurden eingeladen.
Früher AFKI hat „Azdovletkino“, „Azerkino“, „Azfilm“ genannt. Seit 1961 wurde der AFKI als "Aserbaidschanfilm" Studio nach Dschafar Dschabbarli gewusst.
Die Hauptthemen der 1920er Jahre waren der Kampf gegen religiöse Vorurteile, die Unabhängigkeit von Frauen, Ignoranz und Wissenschaft. Während dieser Zeit, wurde "Bismillah"(1925, A. M. Sharifzadeh, A. Valovo), "Haus auf dem Vulkan" (1929, Direktor A.I.Bek-Nazarov), "Haji Qara" (1929, Regisseur A.M Sharifzadeh) veröffentlicht. Zur selben Zeit war "Sevil" (1929, von A. Bek-Nazarov geleitet), die kämpft gegen ihre Rechte, das Produkt dieser Jahr.
In den 1930er Jahren wurde vitale und historische Filmen befilmt. Z. B. “Almas” und “New Horizon” (1936, 1940, Regisseure A.Guliyev, Q.M.Braqinski), "Bakililar" (1938, Regisseur V.V Turin), "Latif", "Ismet" (1930, 1934, Regisseur M.Mikayilov) "Villagers" (1940 Regisseur S.Mardanov).

## 1935–1988: Laute Zeit

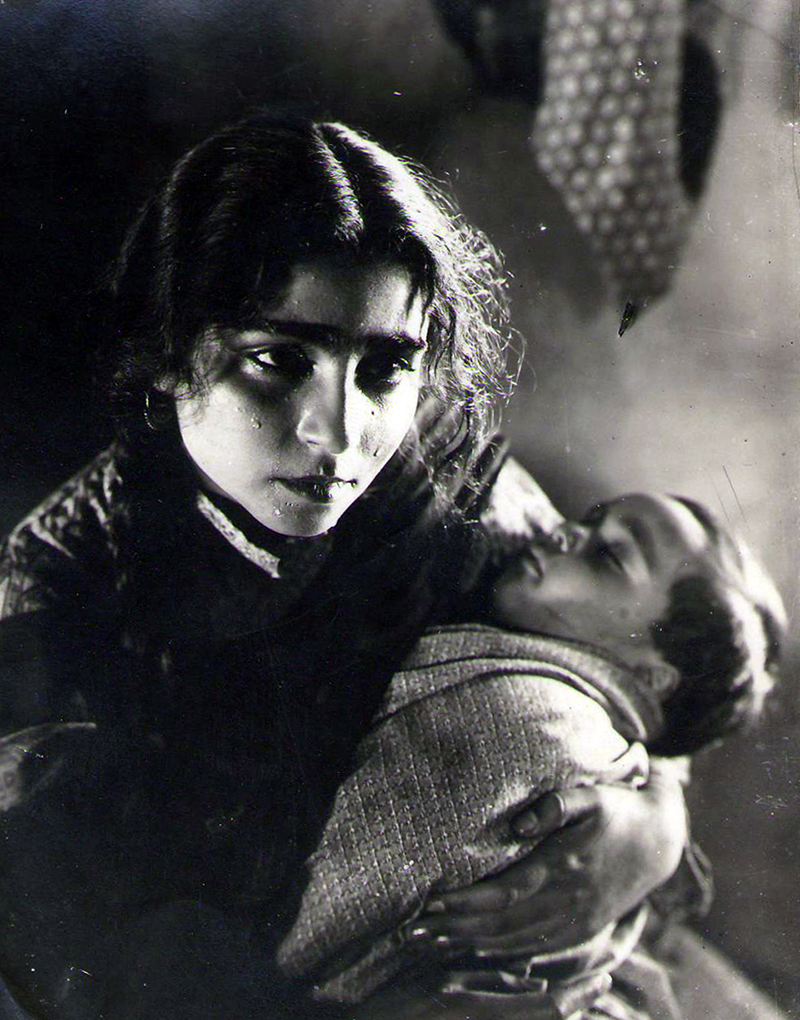
Film «Sevil», 1932

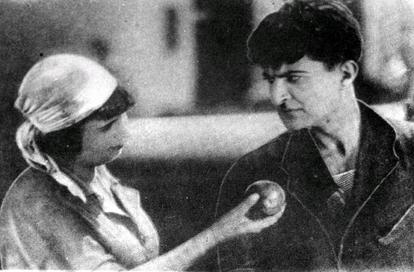
Film «Spiel der Liebe», 1935

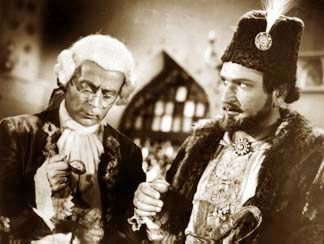
Film «Fatali Khan», 1947

Die Produktion von Klangfilmen in Aserbaidschan beginnt mit dem Film "Am blauesten aller Meere ". Die Schauspieler dem ersten Klang film waren L.N Sverdlin, N.A.Kryuchkov, V.A Kuzmina. Von 1936 bis 1941 Jahren wurden mehr als 10 Klangfilme auf aserbaidschanischen Leinwänden gezeigt.
Die Musikkomödie von Uzeyir Hajıbeyov “Arschin mal alan” wird 1945 erneut gezeigt.
Das aserbaidschanische Kino entwickelt sich nach 1950. In dieser Zeit werden nationales Szenario, Regisseur, Betreiber und Künstler gebildet. Zum Beispiel I. Gasimov, A. Mammadkhanli, I. Taghizadeh. L. Safarov, H.Seyidbeyli, A.Ibrahimov, N.Ismajilow, H.Seyidzadeh, S.Makhmudbeyov, A.Atakishiyev, X.Babayev, A.Narimanbeyov, T.Akhundov, R.Ojakov, K.Najafzade, C. Azimov, E. Rzaquliyev, N. Zeynalov und andere.
Seit 1970 wird im Studio “Aserbaidschanfilm” die Filmzeitschrift “Mozalan” veröffentlicht. Hier wurden die Mängel in der Gesellschaft aufgedeckt und kritisiert.
Der Animationsfilm “Jırtdan”, die A.Akhundov hat mit aserbaidschanischen Volkserzählungen geschrieben, wurde gedreht.
In den 1970er Jahren, "Fitnah", "Hühner" (1970, 1974, von A.Akhundov geleitet), "Fox geht zur Wallfahrt", "Neue Abenteuer des Zwerges" (1971–1973, Regisseur N.Narimanov), "Der Sohn von Jackal ist Jackal" (1973, Regisseur M. Rafiyev) und andere Animationsfilme wurden produziert. Seit 1981 ist die Serie "Jırtdan-Pahlavan" erschienen.
Seit 1972 wird auch im aserbaidschanischen Fernsehen mit der Produktion von Animationsfilmen begonnen. Z. B. “Ilham” (die erste aserbaidschanische Puppen-Show), "Goychak Fatma" (1973) und “Die İnsel von der Wunder” (1978).
Im Filmstudio „Aserbaidschanfilm“ wurde jährlich ungefähr 7 Spielfilme, 20 Dokumentarfilme und wissenschaftliche Massenfilme produziert.

## 1990er Jahre: Die Zeit der Freiheit
In diesen Jahren waren die Filmaufnahmen in Aserbaidschan am wenigste zu anderen Jahren. Zum Beispiel können wir "Flattertier" (Regie: A. Salayev), "Die andere Zeit" (Regie: H.Mehdijew) und Vagif Mustafayevs Filme zeigen.
Während dieser Zeit hat Andrej Karpow "Der Präsident der Republik Aserbaidschan Heydar Aliyev" gedreht. Der Hauptzweck von A.Karpov war es, Die Filmen über die Präsidenten der MDB-Länder zu drehen. Zunächst drehte er einen Film über den aserbaidschanischen Präsidenten Heydar Aliyev.
Vagif Mustafayev hat einen 12-Serie-Film über Heydar Aliyevs Leben gedreht. Die Serien werden genannt:
1. General
2. "zuerst"
3. "Moskau, der Kreml"
4. "Führer"
5. Die "Geschichte"
6. "Über wahre Liebe"
7. "Geschichte eines Feindes"
8. "Professionell"
9. "Patriot"
In diesen Jahren hat Vagif Mustafayev “Vertrag des Jahrhunderts” gedreht.
Die 90er Jahre haben großen Einfluss auf das aserbaidschanische Kino z. B. Huseyn Mehtijew, Javanshir Mehtijew, Yaver Rsajew, Nijat Feyzullayev, Ayaz Salayev, Eldar Guliyev, Rasim Ojagov, Oktay Mirgasimov und Gulbeniz Azimzade können sehen.